# Lorys Bourelly
Pour les articles homonymes, voir Bourelly.
 (octobre 2012).
Si vous disposez d'ouvrages ou d'articles de référence ou si vous connaissez des sites web de qualité traitant du thème abordé ici, merci de compléter l'article en donnant les références utiles à sa vérifiabilité et en les liant à la section « Notes et références ».
Lorys Bourelly (né le 27 mai 1992 à Fort-de-France en Martinique) est un nageur français évoluant au club des Dauphins du TOEC à Toulouse.
Aux championnats d'Europe juniors de 2009, il remporte avec l'équipe de France la médaille d'argent du relais 4 × 100 m nage libre et la médaille d'or du relais 4 × 200 m nage libre.
En 2012, il reçoit une médaille d'or pour sa participation aux séries du relais 4 × 100 m nage libre des championnats d'Europe. Il participe la même année aux Jeux olympiques de Londres et aux championnats du monde en petit bassin.

## Palmarès

### Championnats du monde
| Édition        | Épreuves             | Épreuves             |
| Édition        | 4 x 100 m nage libre | 4 × 200 m nage libre |
| Barcelone 2013 | -                    | 4e 7 min 4 s 91      |
| Kazan 2015     | Or 3 min 10 s 74     |                      |

### Championnats d'Europe

#### En grand bassin
| Édition      | Épreuve              | Épreuve                    | Épreuve |
| Édition      | 4 × 100 m nage libre | 4 × 100 m nage libre mixte |         |
| Londres 2016 | Or 3 min 13 s 48     | Bronze 3 min 25 s 49       |         |

### Championnats de France
- Championnats de France de 2009 à Montpellier :
  -  Médaille de bronze du relais 4 × 200 m nage libre.
- Championnats de France de 2010 à Saint-Raphaël :
  -  Médaille de bronze du relais 4 × 100 m nage libre.
- Championnats de France de 2011 à Strasbourg :
  -  Médaille d'or du relais 4 × 200 m nage libre.
  -  Médaille d'argent du relais 4 × 100 m nage libre.

### Championnats d'Europe juniors
- Championnats d'Europe juniors de 2009 à Prague (République tchèque) :
  -  Médaille d'or du relais 4 × 200 m nage libre.
  -  Médaille d'argent du relais 4 × 100 m nage libre.

### Championnats d'Europe
- Championnats d'Europe de 2012 à Debrecen (Hongrie) :
  -  Médaille d'or du relais 4 × 100 m nage libre (participation aux séries uniquement).